# Rio Gropu
O Rio Gropu é um rio da Romênia, afluente do Jiu, localizado no distrito de Gorj.